# Jeanette Dolson
Jeanette Dolson, född 13 augusti 1918, död 17 juli 2004, var en friidrottare från Kanada. Hon deltog vid olympiska sommarspelen 1936.